# シカゴ・パイル1号

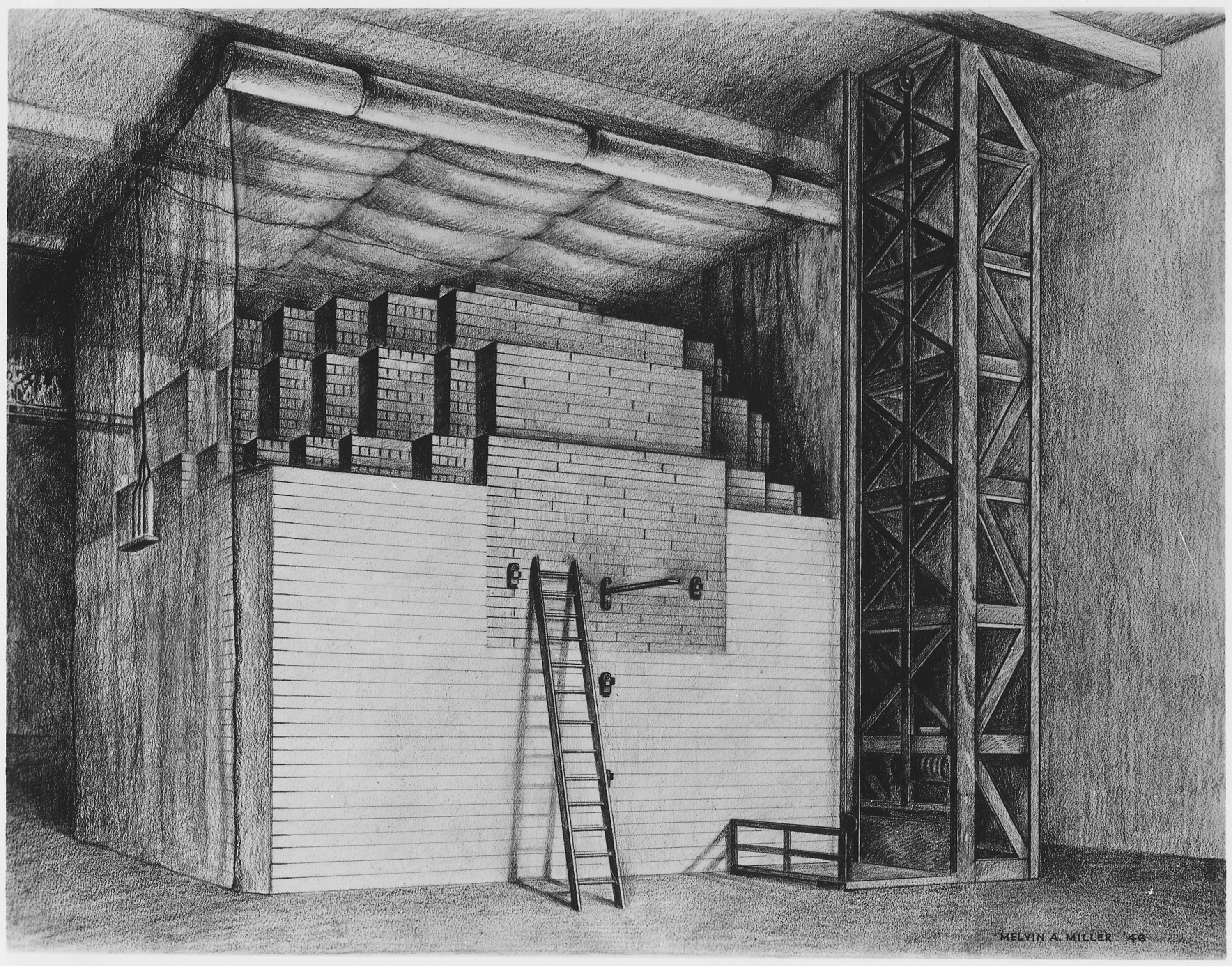
シカゴ・パイル1号を描いたスケッチ

シカゴ・パイル1号（Chicago Pile 1、CP-1）とは、歴史上初めて臨界に達した最初の原子炉の名称である。
CP-1は原子爆弾材料のプルトニウム239生成用原子炉を設計するための実験炉として開発され、後にマンハッタン計画(原子爆弾開発)に組み込まれた。

## 背景

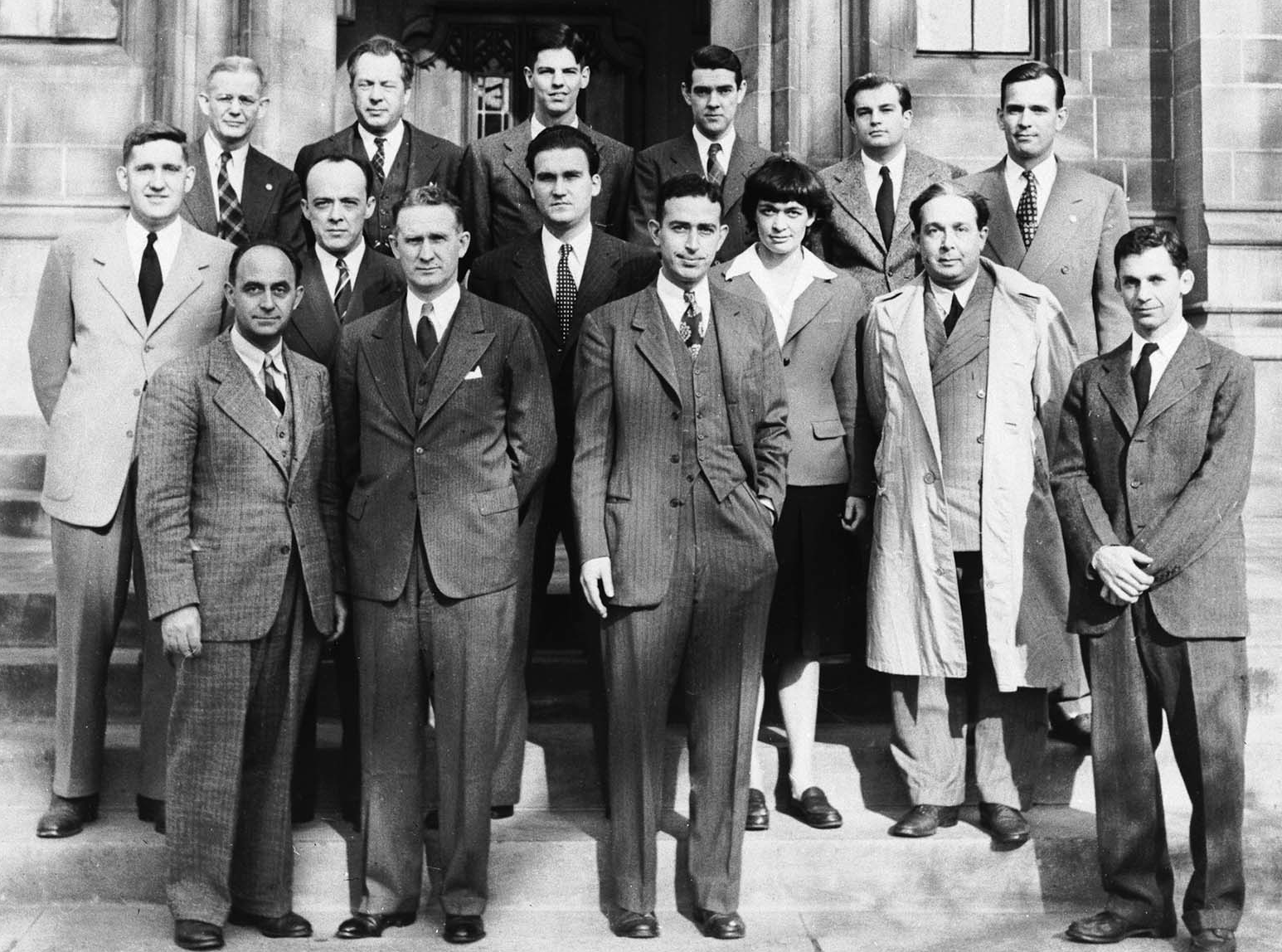
シカゴ・パイル1号の研究チーム
_{最前列左がフェルミ・前列右から2人目がシラード}

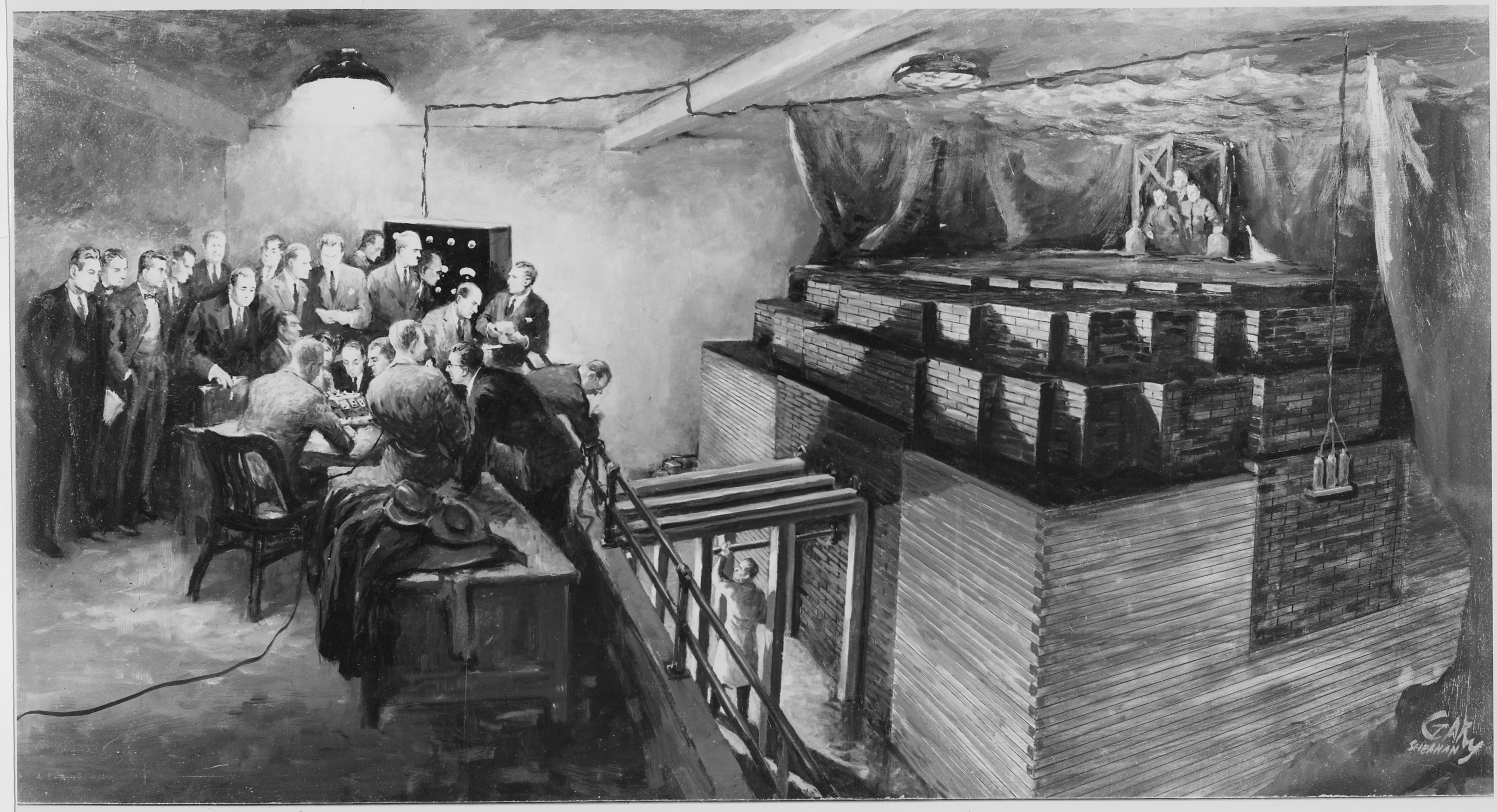
初臨界の様子（1942年12月2日）

1939年にドイツのオットー・ハーンとフリッツ・シュトラスマンによって核分裂反応が発見されると、その後は連鎖反応とその制御に研究の重点が移った。なかでもコロンビア大学の亡命イタリア人エンリコ・フェルミの研究はぬきんでており、連鎖反応の着想者である亡命ハンガリー人のレオ・シラードの協力も得て、1941年には基礎的な理論は完成していた。この研究は1942年に発足したマンハッタン計画に組み込まれ、研究の場をシカゴ大学に移し本格的な研究がスタートしたのである。
1942年5月に原子炉の設計が開始され、同年11月にはシカゴ大学のフットボール競技場スタッグ・フィールド（Stagg Field）の観客席下にあったスカッシュ・コートに極秘裏に建設が開始された。1942年12月2日8時30分より実験が始まり、同日15時25分（シカゴ時間）、科学者の一人ジョージ・ウェイルの操作により制御棒が引き抜かれ、原子炉は臨界に達した。この様子を見守っていた科学者のバーナード・フェルドは「制御棒を引き抜くとルルルルルルルル…と音がして計器の針が振り切れてしまった」と回想している。すぐさまワシントンの計画本部のジェームス・B・コナント（ハーバード大学学長）へ暗号電が発せられた。曰く「イタリア人の航海士が新大陸へ達した。現地人は友好的だった（The Italian navigator has landed in the new world. The natives were very friendly.）。」

## 構造
CP-1はその名前の通り黒鉛ブロックを積み上げた（pile）小型原子炉で、形式としては黒鉛減速空気冷却炉である。初期の原子炉は全て黒鉛炉だったこともあって、パイルと言う言葉は原子炉と同義となっていた。炉心を構成する黒鉛ブロックは木枠で支えられ手積みで組み上げられた。
使用された黒鉛ブロックは350トン、全体の大きさは直径7.5m、高さ6mで、小さな二階建ての家ほどだった。核燃料として35トンのウランを用い、三本のカドミウム製制御棒を持っていた。うち一本は緊急停止用で、上からロープで吊るされており、異常があればロープを斧で断ち切って炉心へ落す仕組みだった。またカドミウム塩溶液が準備されており、制御棒の故障時には炉心内へ流し込むことになっていた。
研究炉であるため発電系統は備えていない。と言うより、原子力発電のアイデアが検討されるのは第二次世界大戦後になってからである。

## 発展
その後、CP-1を大型化したプルトニウム生産炉とプルトニウム抽出工場が、ワシントン州リッチランド北部のコロンビア川沿いの土地にハンフォード工学工場（Hanford Engineering Works）として建設された。最初のプルトニウム生産炉であるハンフォードB炉は1943年9月から建設が始まり、翌1944年9月に運転開始、同年12月28日に臨界に達した。続くハンフォードD炉も1944年12月17日に臨界に達した。三基目のF炉は1945年2月に運転を開始した。
プルトニウム生産炉は黒鉛減速軽水冷却原子炉で天然ウランを使用し、プルトニウム生産専用で発電系は備えていない。コロンビア川は原子炉からの温排水で常時湯気を立てるようになったといわれている。原子炉で燃焼した天然ウラン燃料はプルトニウム抽出工場でウラン238から転換したプルトニウムを抽出、精製された。

### 風船爆弾騒動
そしていよいよフル操業に入ろうとしていた1945年3月10日 15時23分、外部電源が喪失、3基の原子炉の自動安全装置が制御棒を緊急挿入し、原子炉は自動停止した。点検後、運転が再開されたのは3日後である。外部電源喪失の原因は風船爆弾が送電線を切断したためだった。

## 原子爆弾
B炉で生成されたプルトニウムのうち、一部は1945年7月16日にニューメキシコ州アラモゴードで実施された人類最初の核実験に使用され、残りはMk.3型原子爆弾（通称：ファットマン）製作に使用された。この原爆は1945年8月9日に長崎市に投下されている。

## 戦後と余波

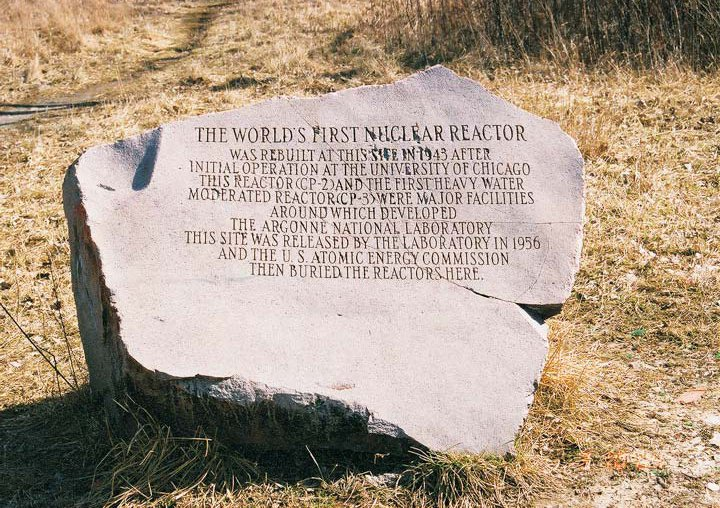
CP-1及びCP-2の埋め立て現場にある記念碑

1943年2月28日、CP-1の実験は終了して原子炉は一度解体され、シカゴ南西部のレッド・ゲート・ウッドの森の中で新たに放射線防御設備を付け加えた上で再び組み立てられ、シカゴ・パイル2号（CP-2）と命名された。CP-2は同年3月20日に臨界に達した。この施設は後のアルゴンヌ国立研究所の前身となった。現在、（CP-1および）CP-2はこの地に埋め立てられ、同地はSite A/Plot M Disposal Siteと呼ばれている。
一方、戦争終了後もハンフォードでは原子炉の建設が進められ、最終的に九基のプルトニウム生産炉が建設された。これら生産炉はおおむね二十年程度使用されて順次閉鎖されたが、1997年9月23日に米国とロシアの間でプルトニウム生産炉協定（PPRA:Plutonium Production Reactor Agreement）が結ばれたことにより、ハンフォードで最後まで稼動していたN炉が1998年9月に閉鎖され、ハンフォードの半世紀に及ぶプルトニウム生産が終了した。
なお、CP-1他は最初期の原子力施設であり放射能に対する配慮が欠けていた。そのため、原子炉に近接するコロンビア川では長期間に渡る放射能汚染が深刻な問題となっている。
1965年2月18日、シカゴ・パイル1号はアメリカ合衆国国定歴史建造物に指定された。シカゴ・パイル1号の在ったシカゴ大学にはヘンリー・ムーア作の記念碑が建てられている。現在、シカゴ科学産業博物館及びロスアラモスのブラッドベリー科学博物館にCP-1で使用された黒鉛のブロックの一部が展示されている。

## トリビア
原子炉の緊急システムのSCRAMの語源は Safety Control Rod Axe Manの略であり、それはこの原子炉の緊急停止用制御棒が斧でロープを切りおとす事で停止させることに由来すると言われる。(が、逸話という説もある。詳しくは原子炉スクラムも参照)